# White Youth
White Youth è un film muto del 1920 diretto da Norman Dawn.

## Trama
Nel convento dov'è stata cresciuta, Aline Ann Belame riceve un giorno una lettera dal nonno che lei non ha mai incontrato, il generale Belame. Nel messaggio le viene comunicato che deve recarsi alla piantagione di Belame per incontrare l'uomo che il generale le ha scelto come marito. Euforica per la notizia, Aline è felice pensando alla prospettiva di avere presto una casa e un marito. Ma, alla piantagione, resta delusa quando conosce il fidanzato, monsieur Cayetane, un vecchio avvizzito. Tanto che la ragazza respinge quella sgradevole proposta di matrimonio, preferendo la compagnia di Burton Striker, l'uomo che sta installando per il generale una porta blindata nel caveau della tenuta. I due innamorati pensano alla fuga, ma i loro piani vengono scoperti. Cayetane, il fidanzato respinto, sfida a duello Burton, ma la sua pallottola si perde, andando a colpire, rompendola, la preziosa pipa del generale. Il vecchio Belame, irritato, rompe subito il fidanzamento della nipote anche se non si decide a benedire la sua unione con Burton. Quest'ultimo, allora, si vendica non facendogli sapere la combinazione che serve a entrare nel caveau. Sconfitto, il generale alla fine concede la sua benedizione alle nozze tra Aline e Burton.

## Produzione
Le riprese del film, prodotto dalla Universal Film Manufacturing Company, durarono da metà settembre ai primi di novembre 1920. Alcune scene vennero girate a New Orleans e in altre località della Louisiana. Camera del 31 luglio 1920 riportava che il regista Norman Dawn e un cameraman non identificato avevano passato tre settimane a girare in esterni per catturare con le riprese l'atmosfera nei dintorni di New Orleans. La stessa rivista annunciò in seguito che il 30 ottobre la lavorazione del film era stata quasi completata.

## Distribuzione
Il copyright del film, richiesto dalla Universal Film Mfg. Co., fu registrato il 1º dicembre 1920 con il numero LP15870.
Distribuito dalla Universal Film Manufacturing Company e presentato da Carl Laemmle, il film uscì nelle sale cinematografiche statunitensi il 18 dicembre 1920. Il 24 dicembre, venne presentato a New York al Loew’s New York Theatre e, nel corso della settimana di Natale, uscì anche a Los Angeles, al Pantages Broadway Theatre.
Non si conoscono copie ancora esistenti della pellicola che viene considerata presumibilmente perduta.